# Седлиська (Мазовецьке воєводство)
Седлиська (пол. Siedliska) — село в Польщі, у гміні Пясечно Пясечинського повіту Мазовецького воєводства.
Населення — 382 особи (2011).
У 1975-1998 роках село належало до Варшавського воєводства.

## Демографія
Демографічна структура станом на 31 березня 2011 року:
|          | Загалом | Допрацездатний вік | Працездатний вік | Постпрацездатний вік |
| -------- | ------- | ------------------ | ---------------- | -------------------- |
| Чоловіки | 195     | 41                 | 133              | 21                   |
| Жінки    | 187     | 35                 | 114              | 38                   |
| Разом    | 382     | 76                 | 247              | 59                   |